# El rapto de Ganimedes (Rubens)
El rapto de Ganimedes es una pintura al óleo de Pedro Pablo Rubens, ejecutada entre 1636 y 1638, que se encuentra actualmente en el Museo del Prado en Madrid.
El cuadro ilustra el mito relatado en Las metamorfosis, de Ovidio, sobre el rapto del bello joven Ganimedes por quien Júpiter se enamora. El dios de los dioses se transforma en águila y arrebata del suelo al joven para llevarlo al Olimpo y convertirlo en su copero y amante.